# Vrolijkheidia peraristata
Vrolijkheidia peraristata là một loài Rêu trong họ Pottiaceae. Loài này được (Müll. Hal.) R.H. Zander & Hedd. mô tả khoa học đầu tiên năm 2009.